# Li Junhui

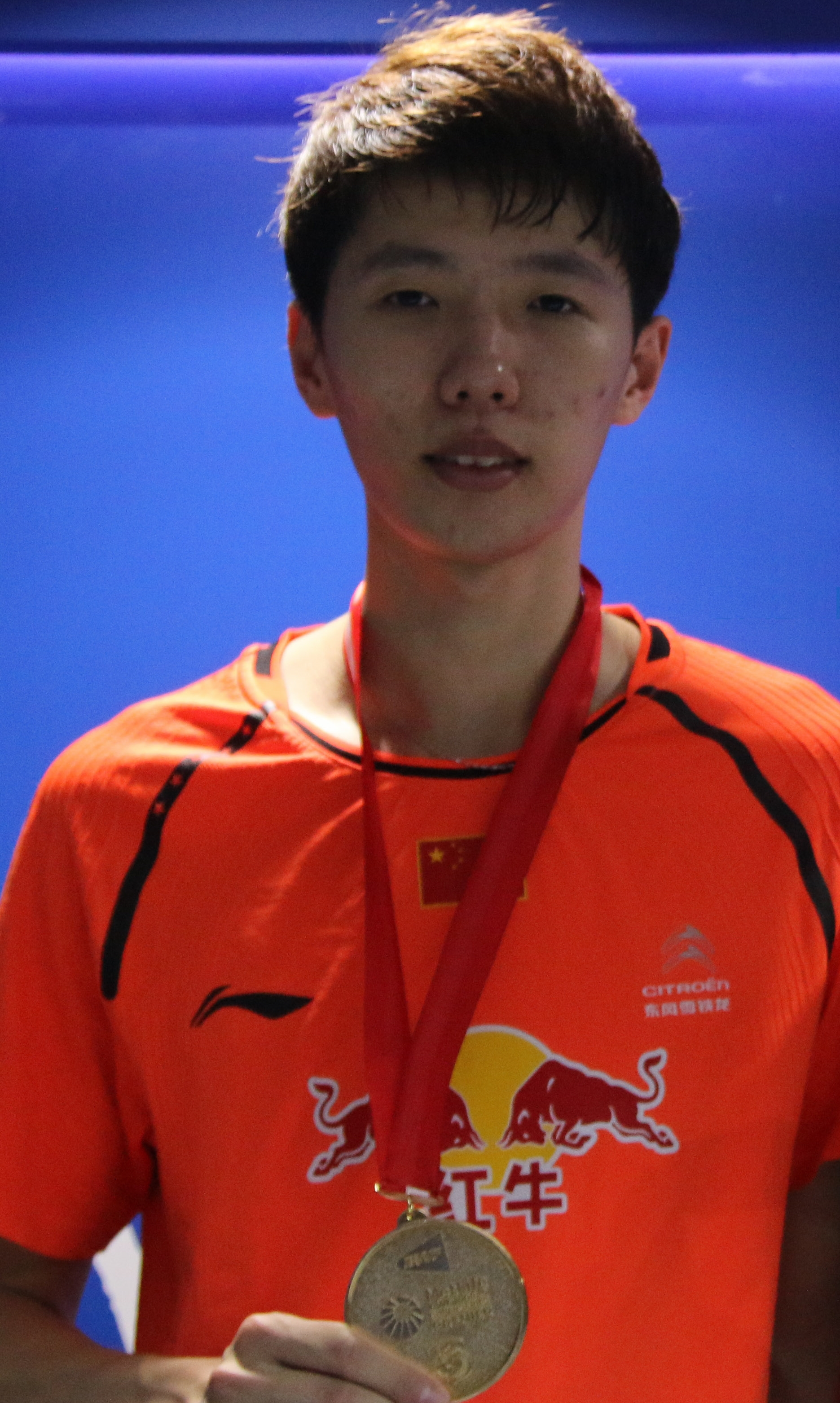
Li Junhui, 2017

Li Junhui (chinesisch 李俊慧, Pinyin Lǐ Jùnhuì, * 10. Mai 1995 in Anshan) ist ein chinesischer Badmintonspieler.

## Karriere
Li Junhui gewann bei der Junioren-Badmintonasienmeisterschaft 2013 Gold im Herrendoppel und Gold mit dem chinesischen Team. Im Jahr zuvor hatte er sich bereits für das Hauptfeld des Indonesia Open Grand Prix Gold 2012 qualifiziert. 2013 stand er auch bei den Australia Open in der Hauptrunde. Bei den New Zealand Open 2013 wurde er im Herrendoppel Zweiter mit Liu Yuchen.
2017 und 2018 gewann er im Herrendoppel die Asienmeisterschaften. Außerdem siegte er 2018 bei den Weltmeisterschaften und mit der chinesischen Nationalmannschaft bei dem Thomas Cup und den Asien Spielen. Im Folgejahr wurde Junhui Mannschaftsweltmeister beim Sudirman Cup 2019. Bei seiner einzigen Teilnahme bei Olympischen Spielen erreichte er das Finale, bevor er im November 2021 seine Profikarriere beendete, da er über mehrere Jahre mit Verletzungsproblemen zu kämpfen hatte.